# Tulipa sosnowskyi
Tulipa sosnowskyi är en liljeväxtart som beskrevs av Achv. och Mirzoeva. Tulipa sosnowskyi ingår i släktet tulpaner, och familjen liljeväxter. Inga underarter finns listade.